# Altinget.dk
Altinget.dk, également connu sous le nom d'Altinget, est un média en ligne consacré à la politique danoise fondé en 2000 par Rasmus Nielsen (da).

## Histoire
En mars 2017, Jakob Nielsen (da), journaliste à Politiken, devient le nouveau rédacteur en chef, succédant à Rasmus Nielsen qui dirigeait la rédaction depuis la fondation du journal en 2000.
En 2014 et en 2022, Altinget.dk ouvre deux nouvelles branches, en Suède et en Norvège,.